# Juanicó
Juanicó o Joanicó és un petit poble industrial ubicat 35 quilòmetres al nord de Montevideo, al departament de Canelones, Uruguai.

## Informació general
Aquest petit centre urbà representa un fàcil accés a través de la ruta 5 amb destinació a Rivera, i la seva activitat comercial ha propiciat un creixement favorable en les últimes dècades, sent destacada la seva vitivinicultura, la producció agrícolo-ramadera i el sector de lactis.
Actualment forma part de la zona metropolitana de Montevideo en condició de poble dormitori.

## Història
Va rebre el nom en honor de Francisco Juanicó, qui, el 1830, trenca amb la tradició ramadera i construeix una cava que li va permetre collir vins d'alta categoria a causa de la favorable climatització del predi.

## Població
Juanicó té una població de 1.256 habitants segons les dades del cens de 2004.